# 歩岐島村
歩岐島村（ほきじまむら）は、かつて岐阜県郡上郡に存在した村である。
現在の郡上市白鳥町歩岐島に該当する。

## 歴史
- 1889年（明治22年）7月1日 - 町村制により歩岐島村が発足。
- 1897年（明治30年）4月1日 - 長滝村、前谷村、二日町村、向小駄良村と合併し、北濃村が発足。同日歩岐島村は廃止。

## 教育
- 歩岐島尋常小学校（1908年に二日町尋常小学校と統合し北濃尋常小学校歩岐島分校。後に北濃尋常小学校第一分教場 → 白鳥町立北濃小学校第一分校。1982年に廃校。）